# الری بالکامب
الری بالکامب (انگلیسی: Ellery Balcombe؛ زادهٔ ۱۵ اکتبر ۱۹۹۹) بازیکن فوتبال اهل بریتانیا است.
وی همچنین در تیم‌های ملی فوتبال زیر ۱۸ سال انگلستان، زیر ۱۹ سال انگلستان، و زیر ۲۰ سال انگلستان بازی کرده‌است.